# Ratnam Sports Club
El Ratnam SC es un equipo de fútbol de Sri Lanka que juega en la Liga Premier de Sri Lanka. Su sede es la capital Colombo y fue fundado en 1950.

## Palmarés
- Liga Premier de Sri Lanka: 5

1998, 2000, 2007, 2008, 2012
- Copa FA de Sri Lanka: 6

2000, 2002, 2004, 2005, 2006, 2009
- Champion of Champions Trophy: 1

2004

## Participación en competiciones de la AFC
- Liga de Campeones de la AFC: 1 aparición

1995: Ronda Preliminar
- Copa Presidente de la AFC: 3 apariciones

2006: Fase de grupos
2007: Semifinal
2008: Fase de grupos
- Recopa de la AFC: 1 aparición

1995/96: Primera Ronda